# Maximiliano Hernández
Maximiliano Hernández est un acteur américain né en 1973. Il est connu pour ses rôles de Jasper Sitwell dans l'univers Marvel et de l'agent du FBI  Chris Amador dans la première saison de The Americans.

## Jeunesse
Natif de Brooklyn, New York, Hernández commence à jouer à l'école. Il étudia brièvement la comédie au centre Leonard Davis et travailla comme acteur de théâtre avant de déménager à Los Angeles, Californie. 

## Carrière
Tôt dans sa carrière, Hernández apparaît dans des épisodes de New York, police judiciaire, 24 heures chrono et Numbers, aussi bien que dans le film Palace pour chiens,.
Hernández fit des apparitions dans l'univers Marvel sous les traits de Jasper Sitwell en 2011 dans Thor, en 2012 dans Avengers, en 2014 dans Captain America : Le Soldat de l'hiver ainsi que dans la série télévisée Les Agents du SHIELD. Il reprit son rôle dans Le Consultant et No 47,, des courts-métrages Marvel.
En 2013, il apparaît dans la première saison de The Americans en tant que Chris Amador, un agent du FBI. Il travailla sur le projet avec Gavin O'Connor, qui dirigeait le pilote. Hernández quitta la série dans le neuvième épisode. Andy Greenwald de Grantland décrit le travail d'Hernández dans la série comme étant formidable[...].

## Filmographie

### Cinéma

#### Court métrage
- 2011 : Le Consultant (The Consultant) : Agent Jasper Sitwell
- 2012 : No 47 (Item 47) : Agent Jasper Sitwell
- 2012 : NoiTroba : Victor

#### Long métrage
- 1999 : Raw Nerve : Cross
- 2000 : The Yards : Barman
- 2006 : Mentor : Club Rat
- 2008 : Pride and Glory : Carlos Bragon
- 2009 : Palace pour chiens : Officier Mike
- 2011 : Thor : Agent Jasper Sitwell
- 2011 : Warrior : Colt Boyd
- 2012 : Avengers : Agent Jasper Sitwell
- 2014 : Imperial Dreams : Det. Hernandez
- 2014 : Captain America : Le Soldat de l'hiver : Agent Jasper Sitwell
- 2015 : Sicario : Silvio
- 2019 : Avengers: Endgame : Agent Jasper Sitwell
- 2020 : Stargirl de Julia Hart : Mr. Robineau

### Télévision
- 1997 : New York, police judiciaire : Leo Ramos
- 1999 : New York, police judiciaire : Victor Sabo
- 2004 : New York, section criminelle : Nunez
- 2005 : New York, police judiciaire : Teofllo
- 2006 : New York, cour de justice : Officier Miguel Montez
- 2006 : Conviction : Bernard Acosia
- 2006 : The Nine : 52 heures en enfer : Carlos Vega
- 2006 : Shark : Freddie Hopper
- 2007 : Numbers : Rico
- 2007 : K-Ville : Billy "K-9" Faust
- 2009 : 24 heures chrono : Donnie Fox
- 2009 : Southland : Antonio
- 2010 : Terriers : Ray
- 2011 : The Closer : L.A. enquêtes prioritaires : Raymond Aguirre
- 2011-2012 : Ringer : Détective Towers
- 2013 : The Americans : Chris Amador
- 2013 - 2014 : Marvel : Les Agents du SHIELD (Agents of S.H.I.E.L.D.) : Agent Jasper Sitwell
- depuis 2014 : The Last Ship : Doc Rios
- 2014 : The Walking Dead : Bob Lamson
- 2024 : Griselda :  Papo Mejia